# Cimitero del Piratello
Il cimitero del Piratello è un cimitero monumentale e uno dei sette camposanti della città di Imola. Contiguo al santuario della Beata Vergine del Piratello, ha l'entrata lungo la via Emilia Ponente.

## Storia
Il cimitero si colloca nel complesso religioso del Piratello, risalente alla fine del XV secolo e costituito in origine dal santuario mariano e dal convento francescano. Nel 1798, nell'ambito delle soppressioni delle congregazioni religiose, il governo rivoluzionario istituito da Napoleone nel Nord Italia effettuò la requisizione dell'intero complesso del Piratello. Nel 1816, con la Restaurazione, i monaci francescani poterono tornare nella basilica, ma il giardino-chiostro esterno rimase al Comune. In quest'area fu deciso, nel 1817, di costruire il cimitero comunale. Venne completato nel 1821 (fu inaugurato dal vescovo Antonio Lamberto Rusconi il 29 ottobre 1821), mentre le prime inumazioni avvennero a partire dal 1º febbraio 1822.

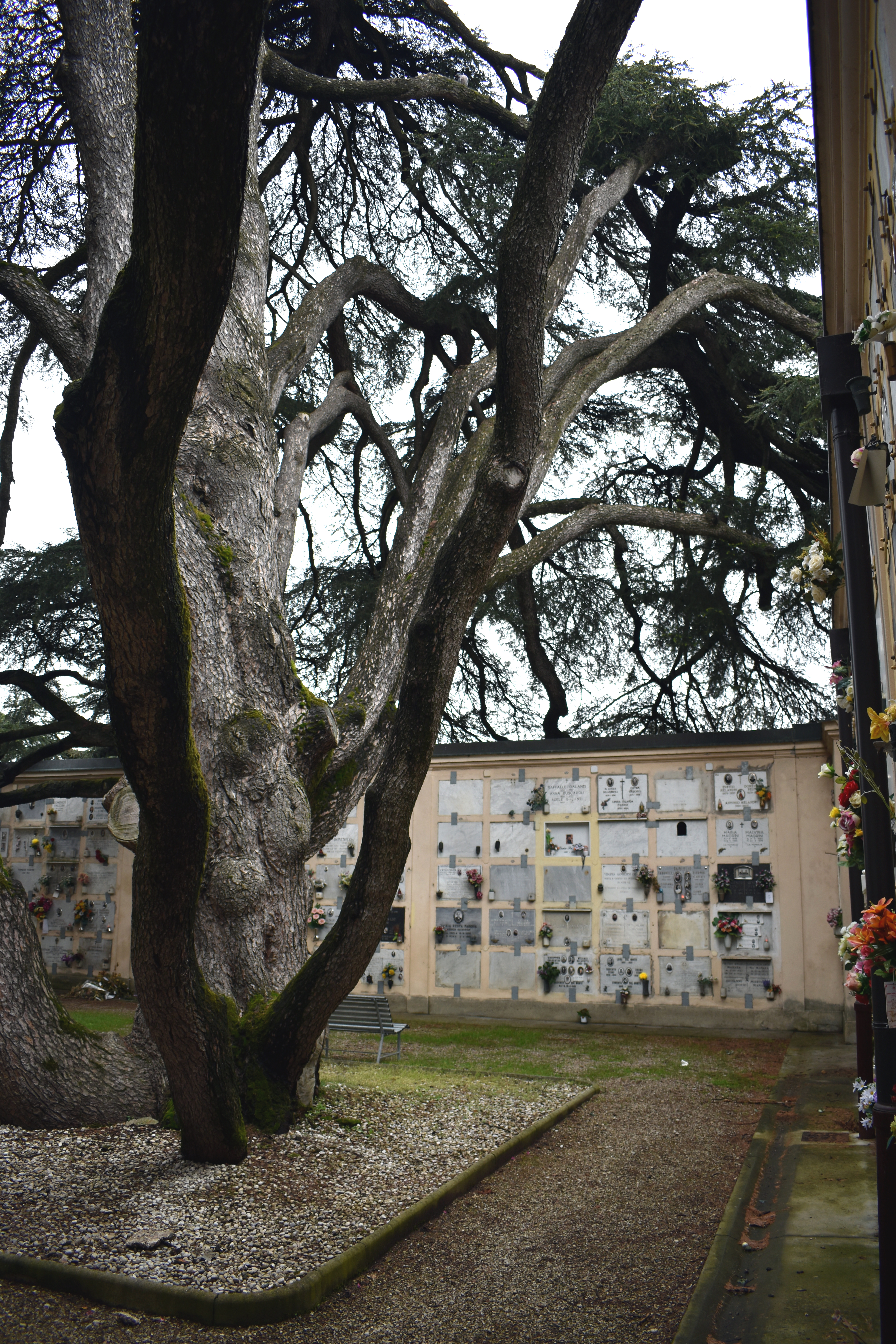
Interno del cimitero

Le espansioni successive inaugurarono nuovi campi dedicati all'inumazione, accomunati dall'impianto ortogonale e dal gusto estetico classicheggiante degli edifici: l'area detta "Gran Campo" è il risultato di un ampliamento del camposanto realizzato negli anni settanta del XIX secolo, circondato da un'alta galleria con padiglioni a cupola. Il padiglione estremo orientale rappresenta il famedio del cimitero: ivi sono sepolte personalità di chiara fama.
Nella seconda metà del XX secolo, nuovi ampliamenti del cimitero del Piratello sono realizzati su progetto dell'ingegnere capo del Comune di Imola Ferdinando Forlai e, su progetto di Andrea Dal Fiume nel 1959, di Gian Carlo Manara del 1957, di Michele Pasotti nel 1968 e di Alessandro Contavalli.
Dal 2004 il cimitero monumentale è tutelato ai sensi del Codice dei beni culturali e del paesaggio.
Dal 2016 far parte dell'«Associazione dei Cimiteri storico-monumentali in Europa» (ASCE).
Da febbraio 2021 un nuovo totem informativo all'ingresso dell'ala nuova permette di localizzare le sepolture. Il cimitero si è anche dotato di targhette con QRcode legate al percorso multimediale.
Dall'agosto 2023, la regione Emilia-Romagna ha riconosciuto il cimitero del Piratello trai i "cimiteri monumentali e storici dell'Emilia-Romagna".

## Descrizione
Il nucleo principale e più antico del cimitero è rappresentato dal giardino-chiostro francescano in cui si trovano le tombe delle famiglie più illustri abbellite da sculture. Qui sono presenti anche alberi centenari, tra cui un esemplare di Magnolia grandiflora.
Nel portico del cortile le tombe gentilizie sono disposte secondo il «disegno geometrico dimostrativo» dell'architetto Giuseppe Magistretti.

## Opere d'arte
Tra gli artisti che presentano opere nel cimitero del Piratello si ricordano Germano Sartelli, Giovanni Putti, Pasquale Rizzoli, Enrico Barberi, Cincinnato Baruzzi, Tullo Golfarelli, Silverio Montaguti, Cleto Tomba, Emilio Bernabò e Antonio Piatesi.
Presente anche l'architetto Tito Azzolini.
Un'epigrafe sulla tomba Ginnasi è opera di Luigi Orsini, quella sulla tomba di Andrea Costa è di Giovanni Pascoli.

## Monumenti principali
- Monumento Ginnasi Poggiolini, 1826 - 1830 ca., di Cincinnato Baruzzi;[19]
- Monumento Gallotti, nel Gran Campo, con busto di Giuseppe Gallotti opera di Pasquale Rizzoli e busto di Celeste Gallotti opera di Tullo Golfarelli;
- Monumento Ginnasi, nell'arcata 31 del Giardino Chiostro;
- Monumento ad Alessandro Maria Tozzoni, 1822 circa, nell'arcata 32 del Giardino Chiostro;
- Lapide a Luigi Sassi, nel Famedio, con ritratto a rilievo di Tullo Golfarelli.

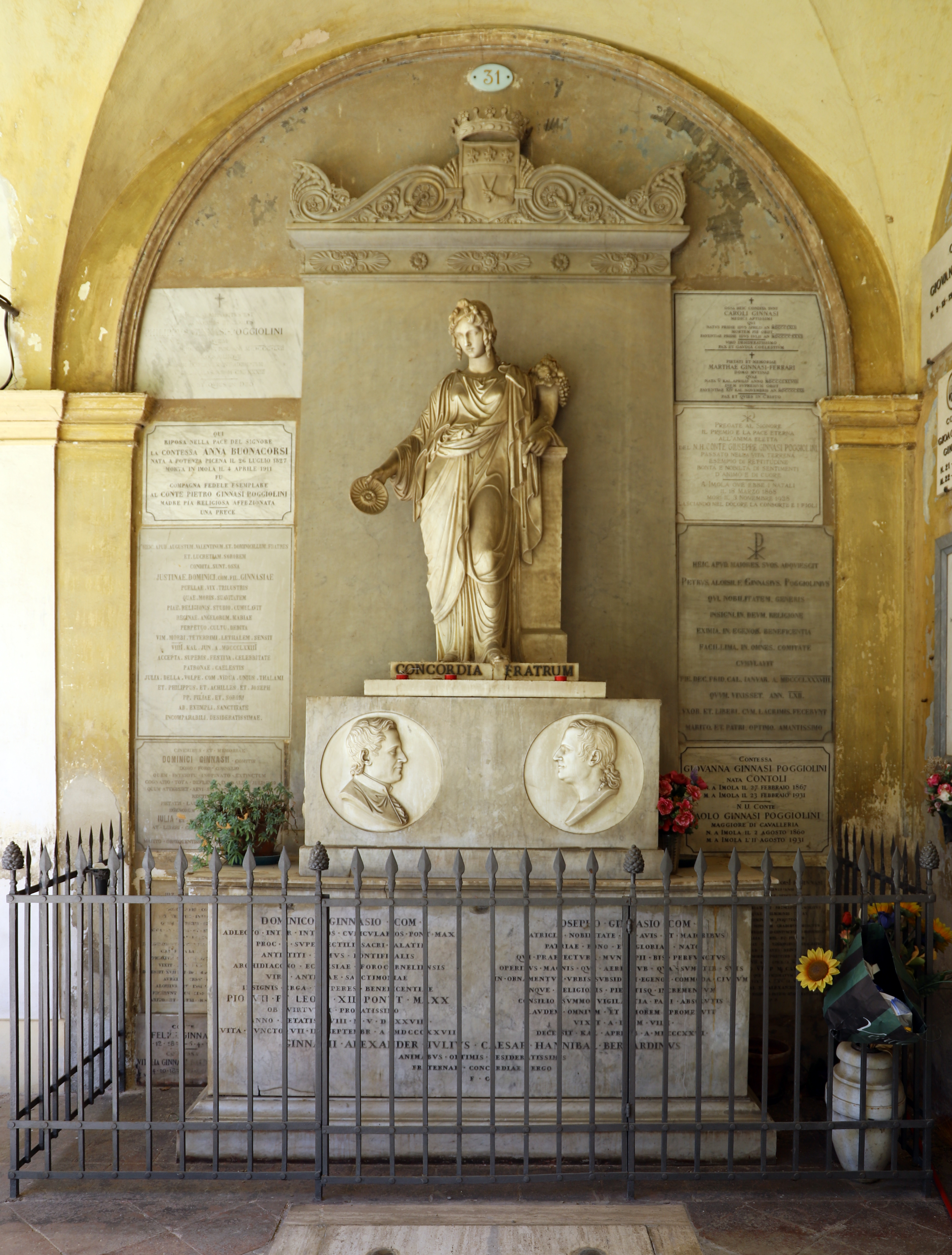
Monumento Ginnasi
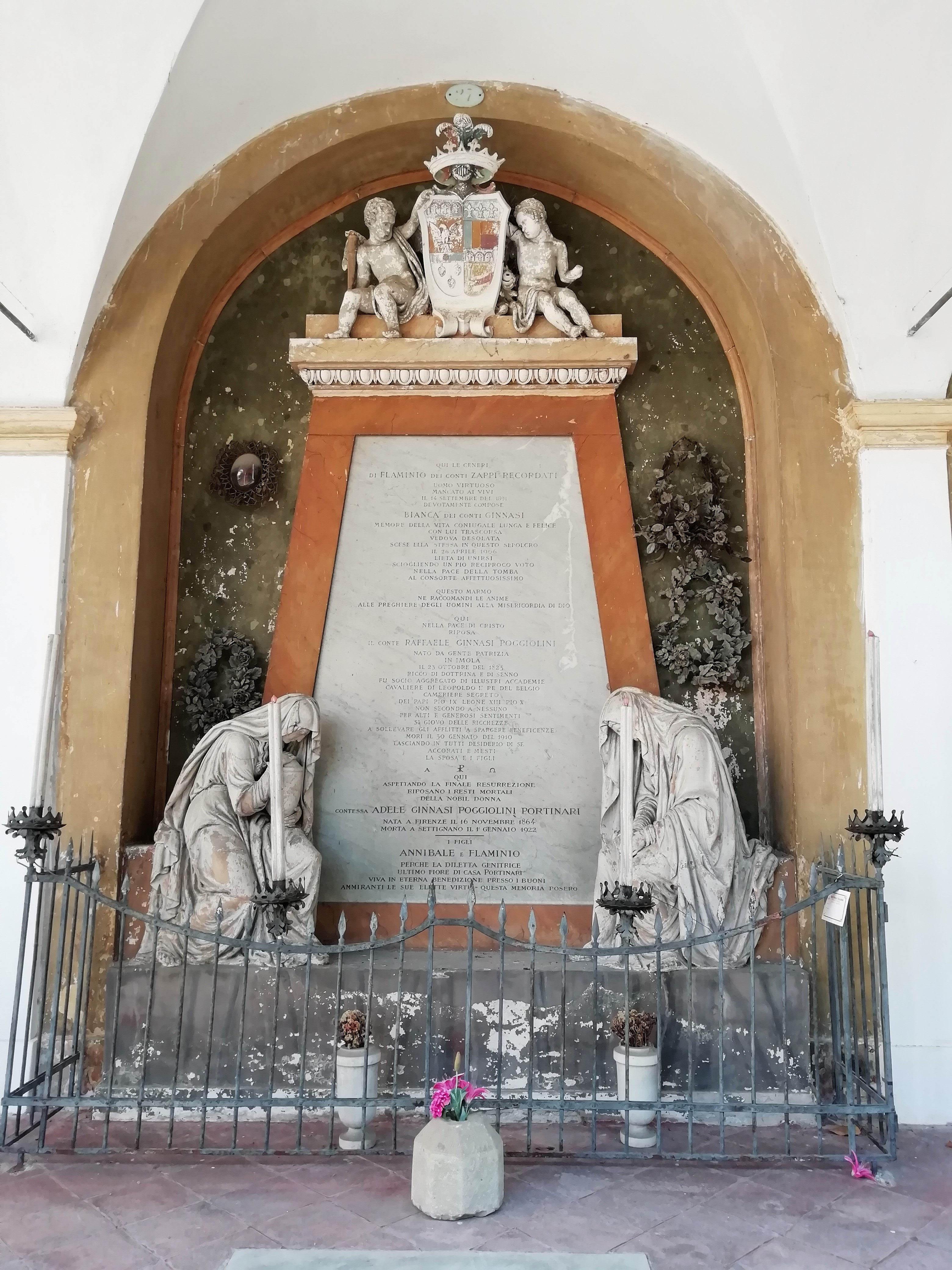
Monumento Zappi Recordati Ginnasi Poggiolini
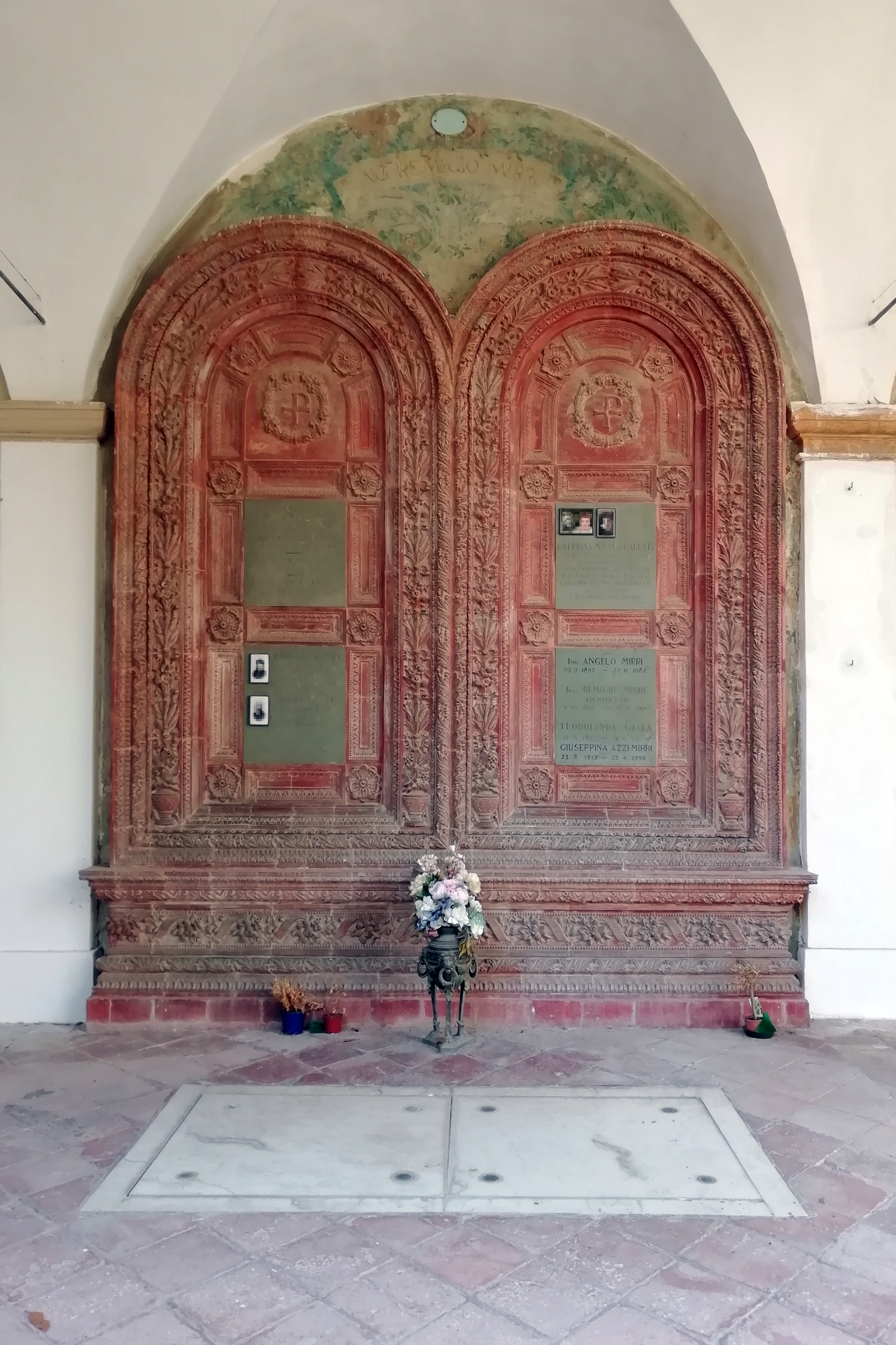
Monumento Mirri Galeati in terracotta
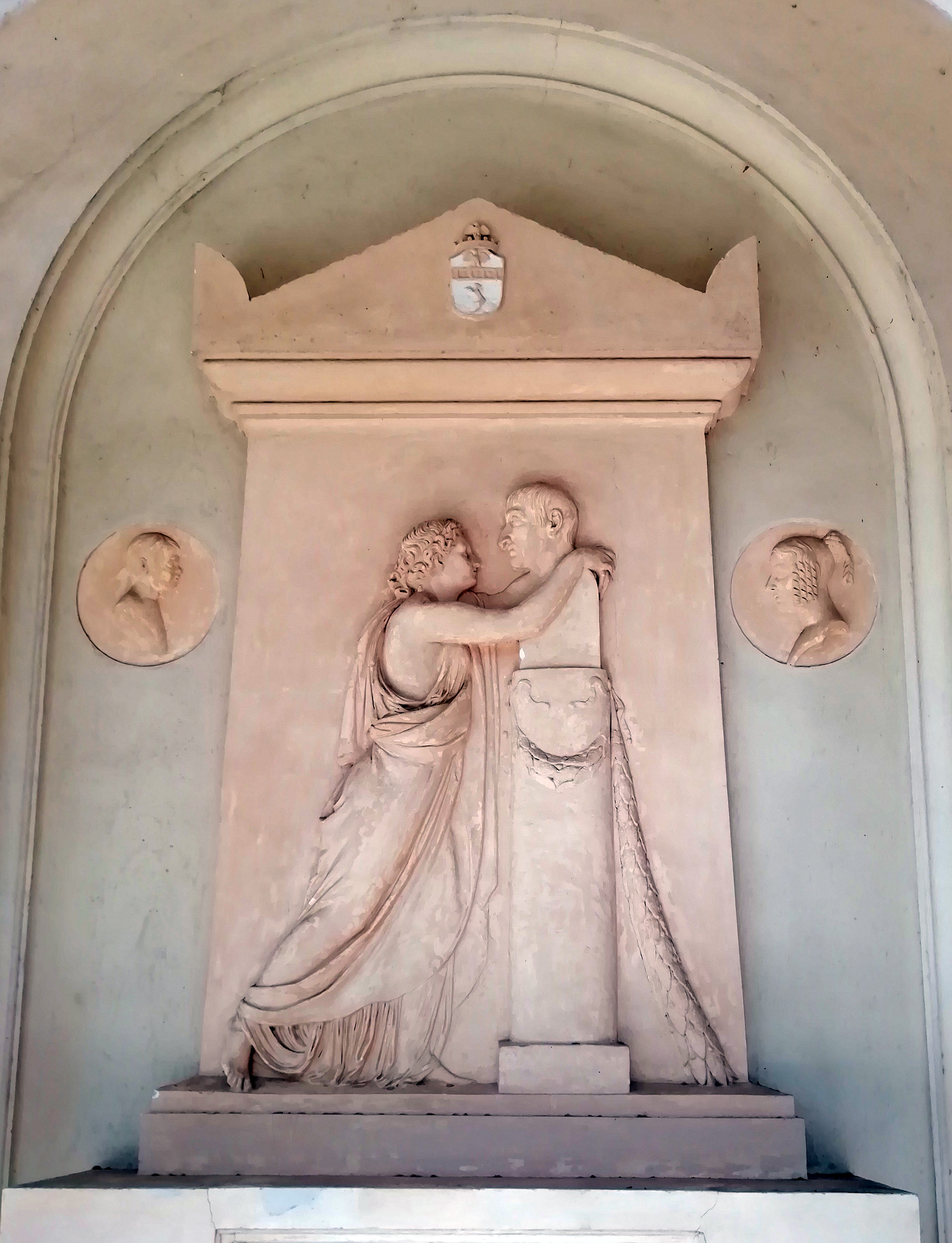
Monumento ad Alessandro Maria Tozzoni, dettaglio
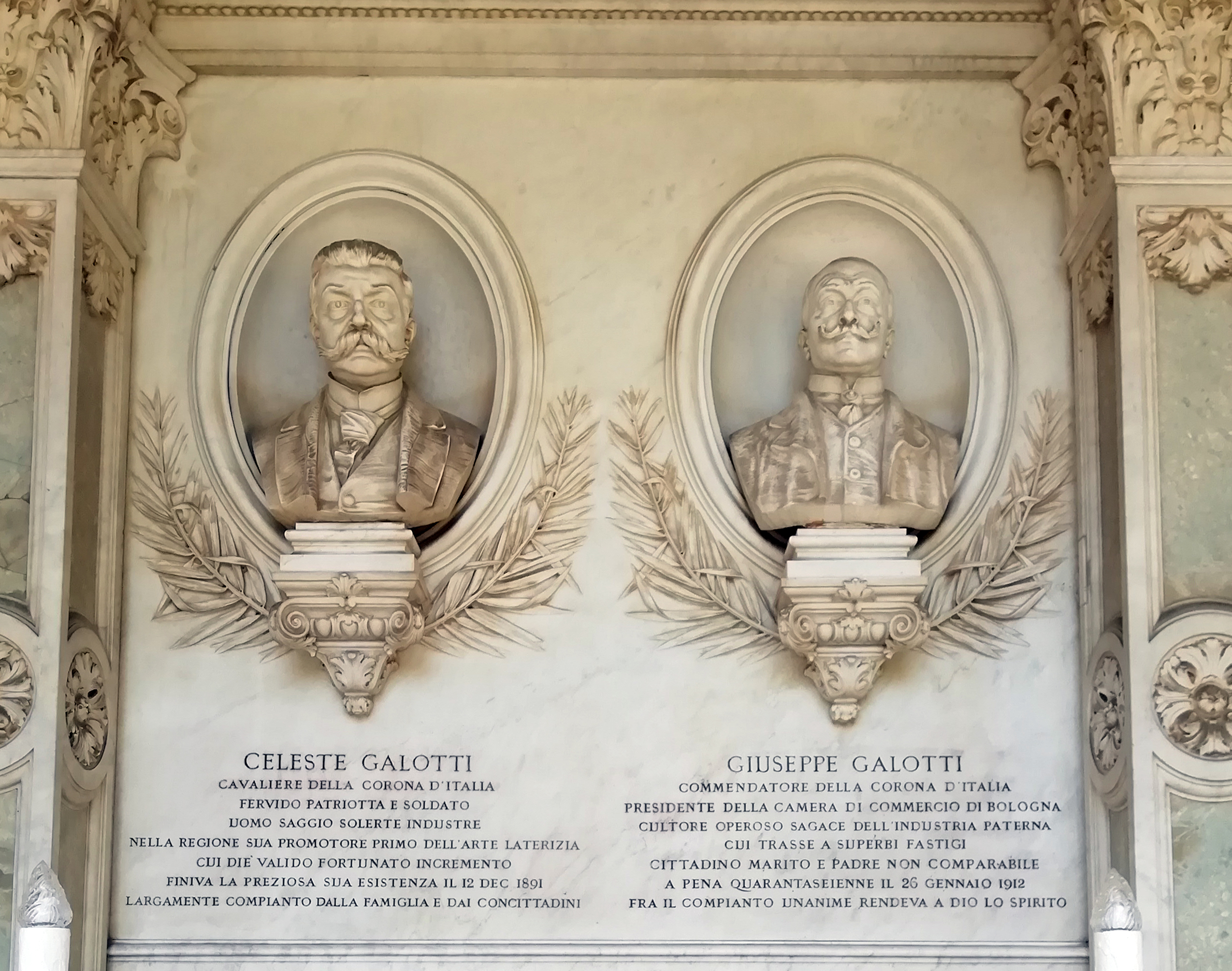
Monumento Gallotti, dettaglio
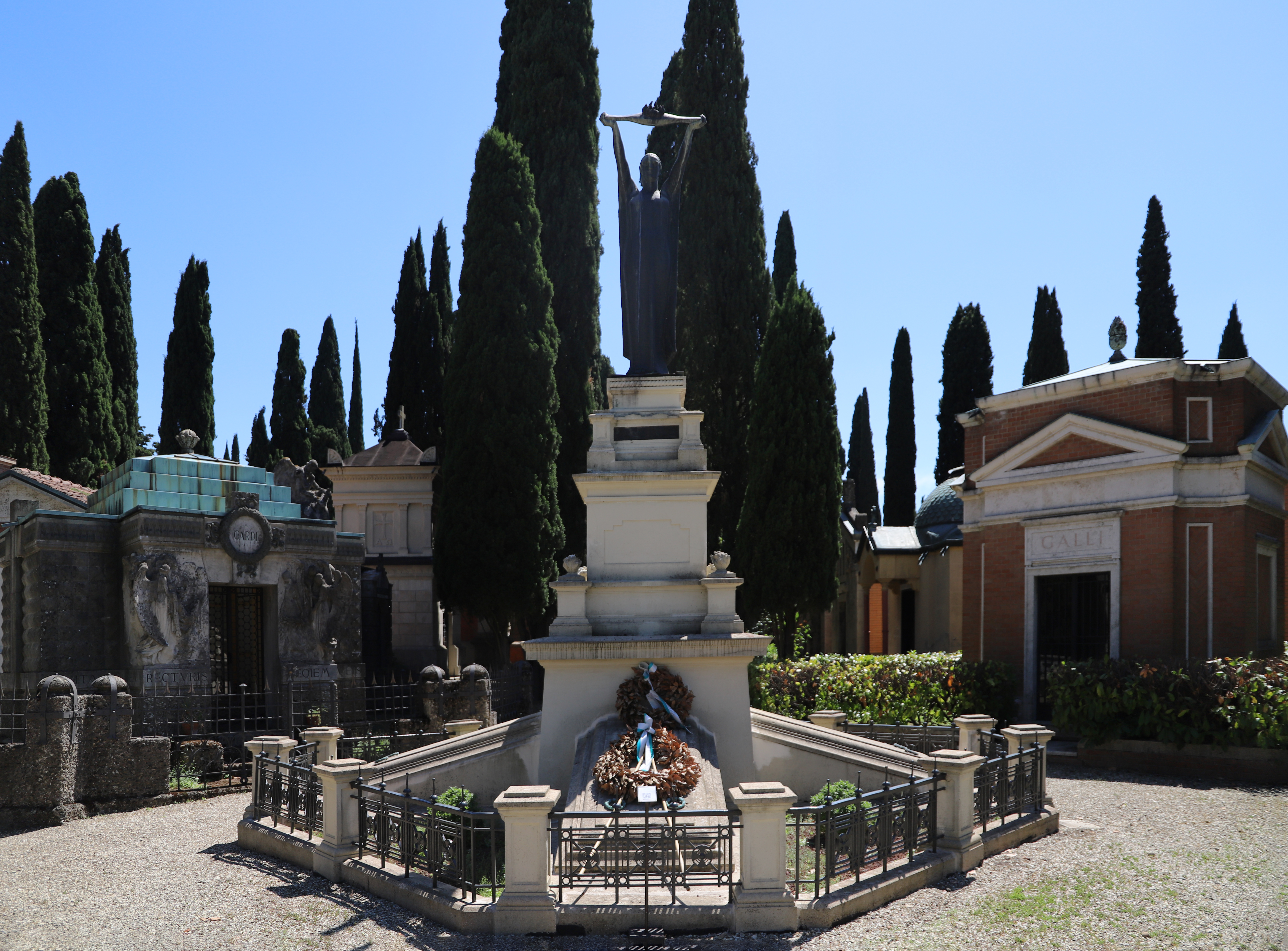
Monumento ai caduti della Prima Guerra Mondiale

## Personalità famose sepolte
C
- Tommaso Casoni (1880 - 1933), medico 
- Giuseppina Cattani (1859 - 1914), medico
- Eugenia Codronchi Argeli, in arte Sfinge (1865 - 1934), scrittrice e letterata
- Giovanni Codronchi Argeli (1841 - 1907), politico 
- Andrea Costa (1851 - 1910), politico
D
- Giacomo Dal Monte Casoni (1891 - 1968), politico
G
- Antonio Graziadei (1873 - 1953), economista e politico 
- Enrico Gualandi (1930 - 2007), politico 
M
- Andrea Marabini (1892 - 1984), politico
- Anselmo Marabini (1865 - 1948), politico
- Anacleto Margotti (1895 - 1984), pittore
- Luciano Minguzzi (1911 - 2004), scultore 
O
- Luigi Orsini (1873 - 1954), poeta, scrittore e librettista 
P
- Raffaele Pisu (1925 - 2019), attore, comico, conduttore radiofonico e televisivo
- Livio Poletti (1908 - 1944), partigiano
S
- Luigi Sabbatani (1863 - 1928), medico e politico 
- Giuseppe Scarabelli (1820 - 1905), geologo, paleontologo e politico
- Bruno Solaroli (1939 - 2020), politico
V
- Livia Venturini (1913 - 1944), partigiana
- Veraldo Vespignani (1921 - 1996), politico